# Parasesarma palauense
Parasesarma palauense is een krabbensoort uit de familie van de Sesarmidae. De wetenschappelijke naam van de soort is voor het eerst geldig gepubliceerd in 1971 door Takeda.